# 臺中盆地

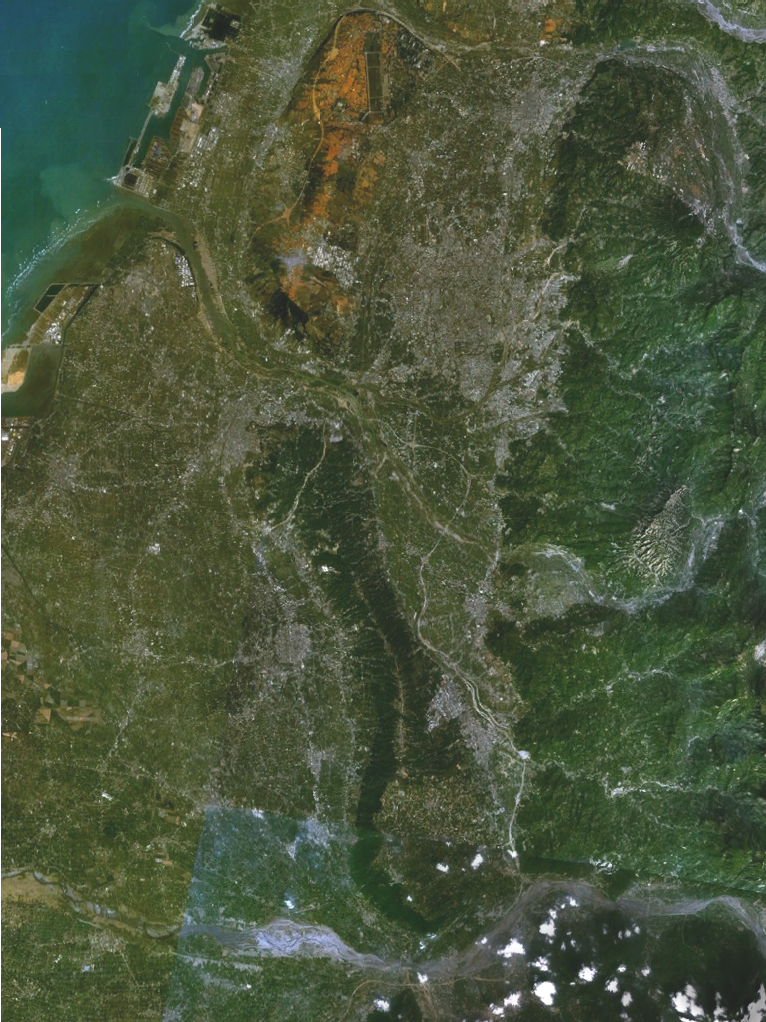
臺中盆地的衛星空照圖

臺中盆地是臺灣中部一座不完全的盆地地形，於臺中市豐原區至南投縣名間鄉之間，並跨境於彰化縣芬園鄉下茄荖一帶，是台灣第一大盆地。

## 歷史
臺中盆地的形成年代，大約於中壢期，相當於上更新世，是伴隨著大肚台地、八卦台地的生成，造成地層下陷（東側形成車籠埔斷層，西側形成彰化斷層），此為盆地的雛型，而後經長時間河川沖積，形成現今臺中盆地。

## 地理

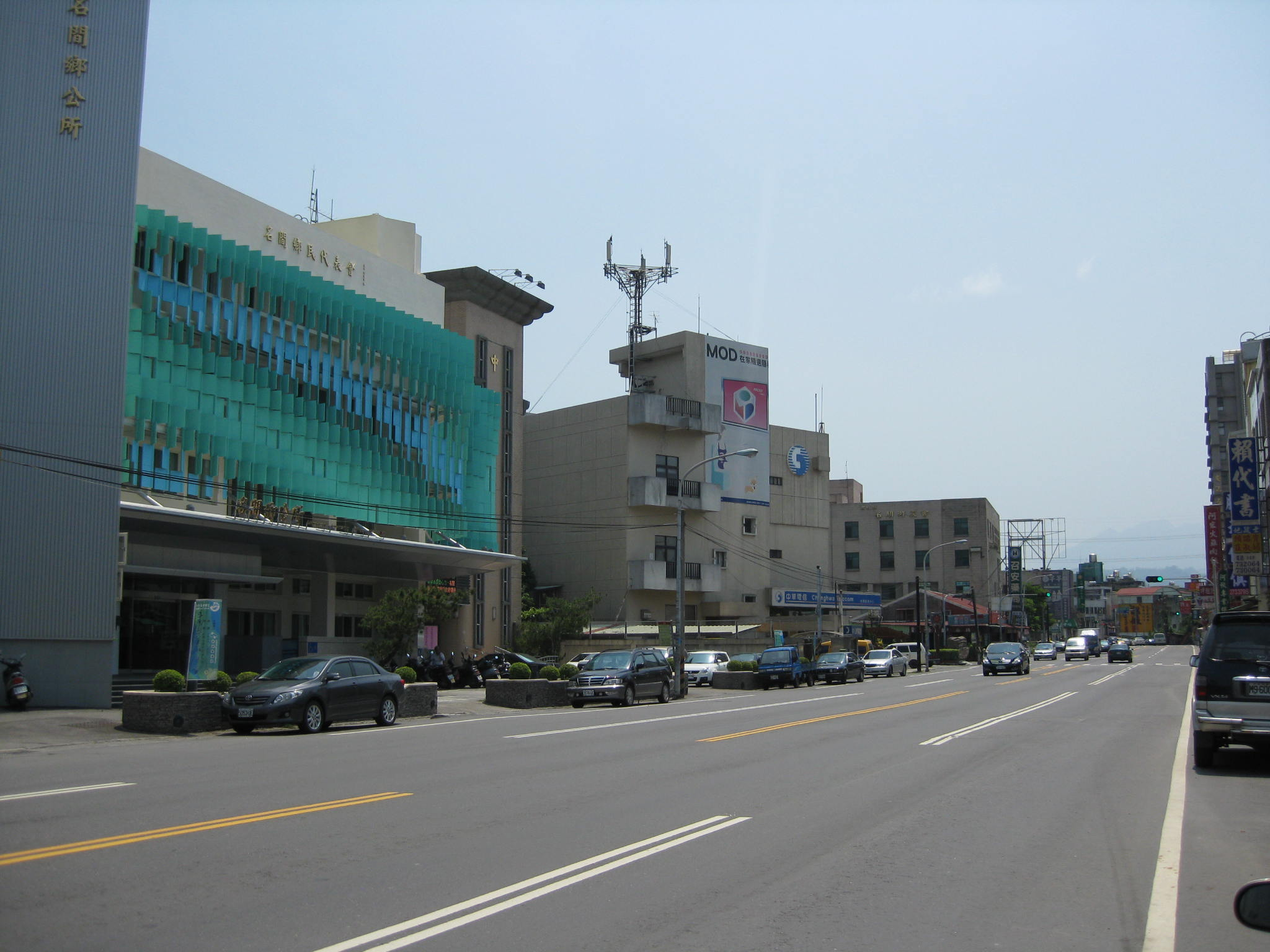
臺三線行經名間鄉公所前，位置正好是風隙。

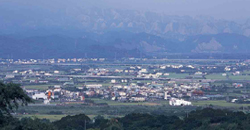
草屯境內臺中盆地，遠方即九九峰。

### 位置
臺中盆地北起大甲溪南岸，與后里台地相望，南至濁水溪北岸，與竹山丘陵（亦稱斗六丘陵）遙望；盆地中央有烏溪流經為界，以北則東西夾於霧峰山地（三汀山丘陵）、大肚台地，以南則東西介於南投丘陵、八卦台地。

### 構造
臺中盆地，因南北兩側未被山巒完全包覆，大致呈現一個狹長的縱谷地形，亦稱臺中縱谷。南北長約40公里，北起豐原，寬度約9.5公里左右，向南漸寬，至臺中市區（原臺中市）已達最大寬度約16公里，北緯24.08度以南，進入八卦山山脈與南投丘陵的縱谷地帶寬度逐漸縮減，至草屯剩下約6公里左右的寬度，繼續向南至名間風隙（即名間市區一帶），是盆地最南端且最窄達800公尺，此段狹長地勢，地理學家富田芳郎稱之「名間地峽」，但實際而言，這處地峽是屬風隙，與地峽的定義不同。整體而言，地形呈現南北高、中間低，總面積約為370平方公里。

### 沖積扇
臺中盆地內平坦地勢，是由大肚溪支流的烏溪、大里溪、筏子溪從山上挾帶泥沙沖刷下來所形成的聯合沖積扇，主要構成的沖積扇有：古代大甲溪沖積扇、太平至霧峰山麓野溪沖積扇、霧峰至草屯烏溪沖積扇、草屯至名間貓羅溪沖積扇，因此盆地全境地質是以礫石、砂與黏土構成的沖積層，盆地東側偶有野溪於山口留下的階地堆積層。臺中盆地的地勢則是以扇頂位於烏溪橋附近為盆地最高點，海拔約95公尺左右，沿烏溪向西流去烏日附近，海拔已降至盆地最低點約25公尺左右，自此便脫離臺中盆地。整體而言，盆地是呈由東向西的傾面。
位居臺中盆地正中央的烏溪沖積扇，流經九九峰、土城平原，自象鼻坑附近出山，對岸即茄荖山，位於草屯鎮御史里，為烏溪環流丘，自北麓流經，形成兩山對望的隘口景觀，自此出山便形成網流狀的廣大沖積扇。

## 涵蓋行政區
| |                                     |                                                      |
| - 臺中市 - 中區 - 西區 - 南區 - 東區 - 北區 - 南屯區 - 西屯區 - 北屯區 - 太平區 - 大里區 - 烏日區 - 霧峰區 - 豐原區 - 東勢區 - 石岡區 - 新社區 - 神岡區 - 大雅區 - 潭子區 | - 南投縣 - 草屯鎮 - 南投市 - 名間鄉 | - 彰化縣 - 芬園鄉（下茄荖地區） - 彰化市（快官地區） |

## 圖片集

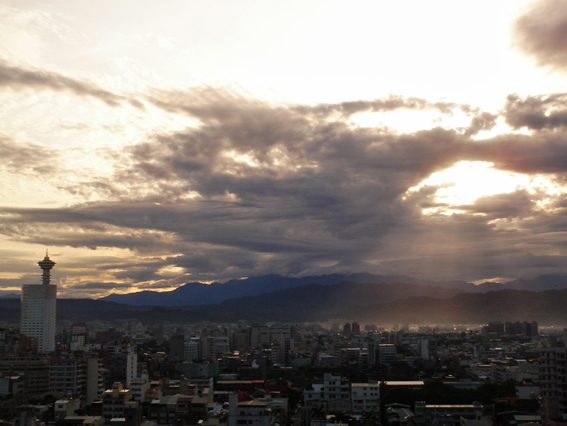
日出時的臺中盆地東緣（臺中都會區）
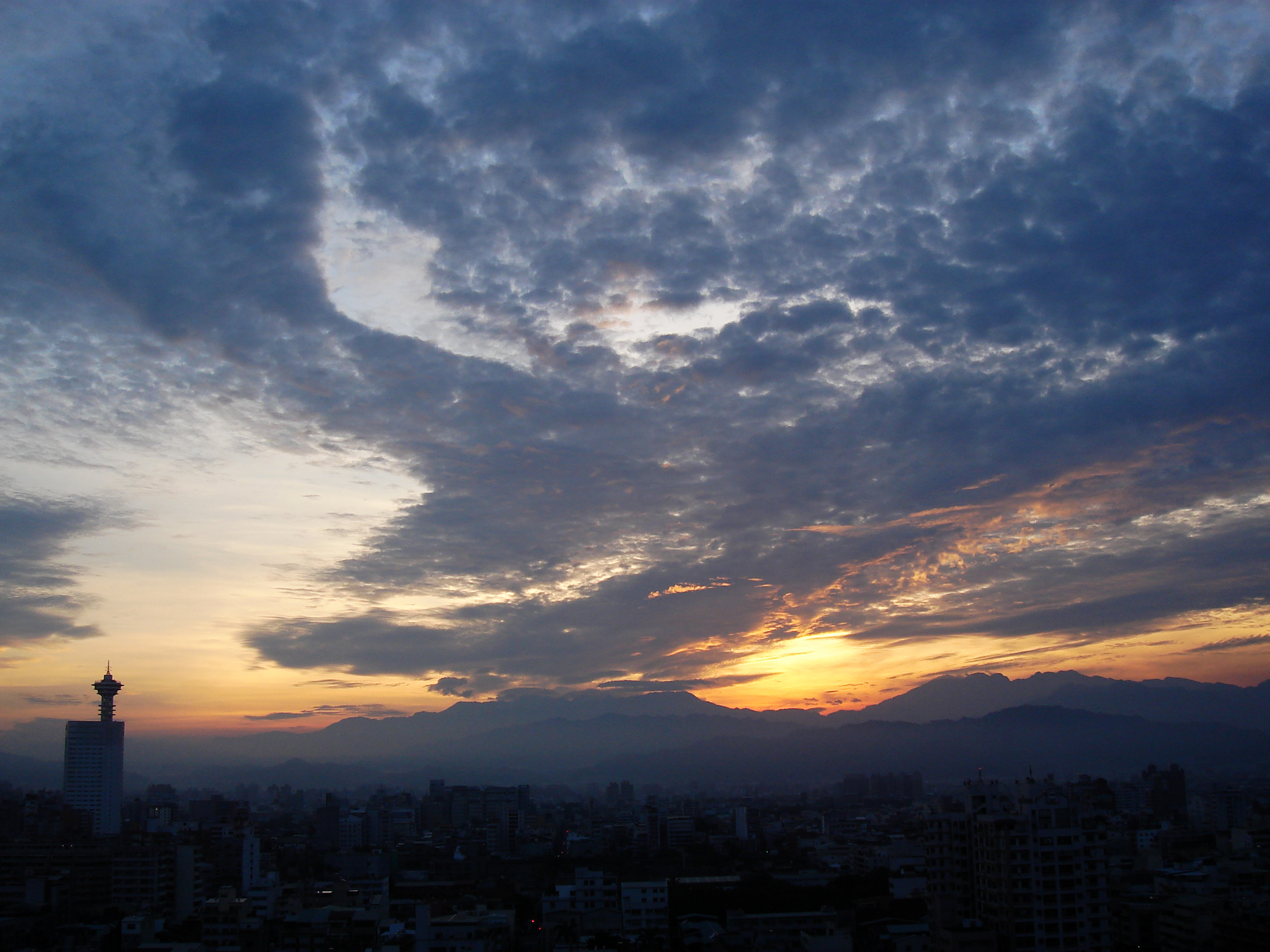
黎明前的臺中盆地東緣
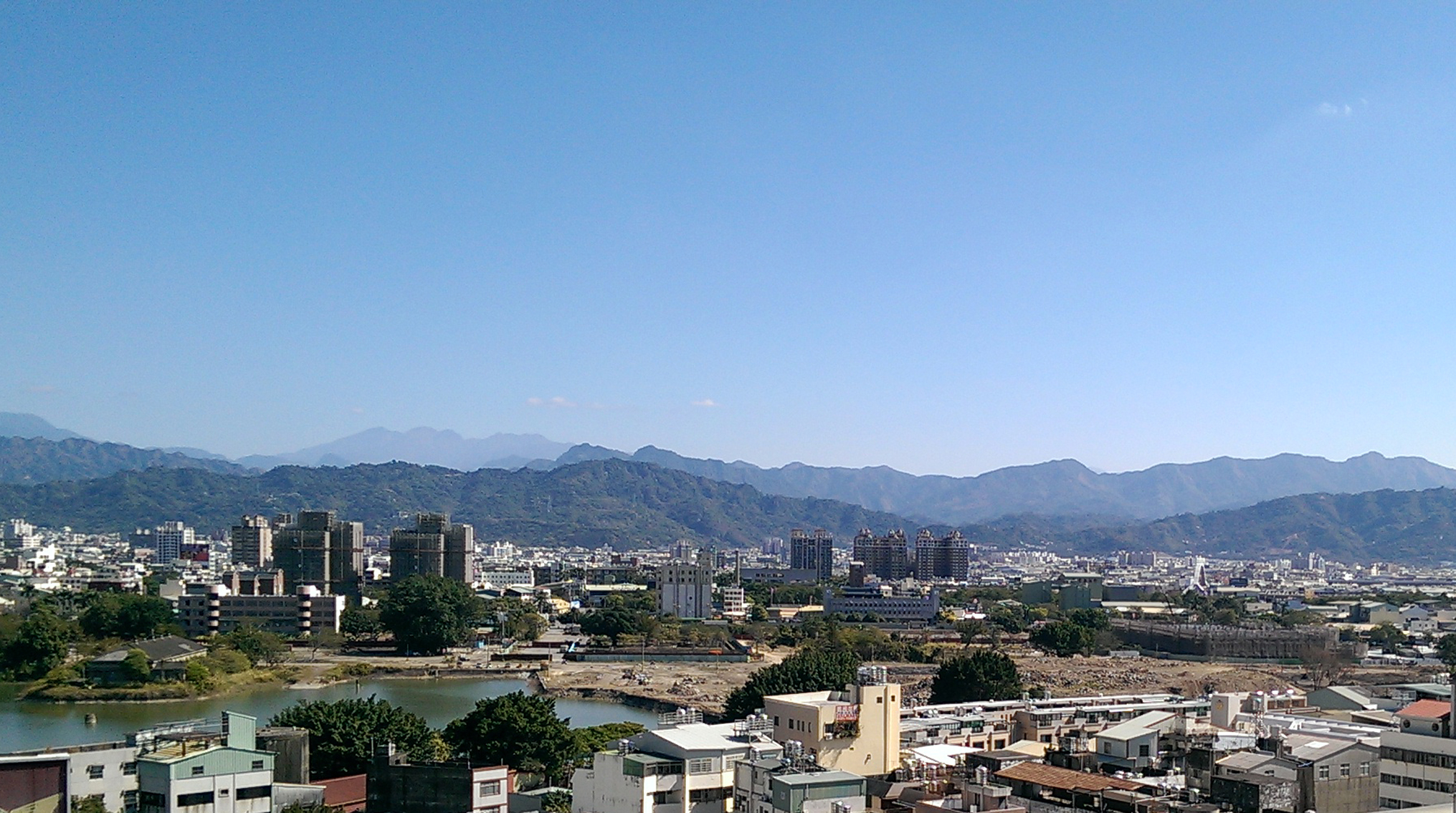
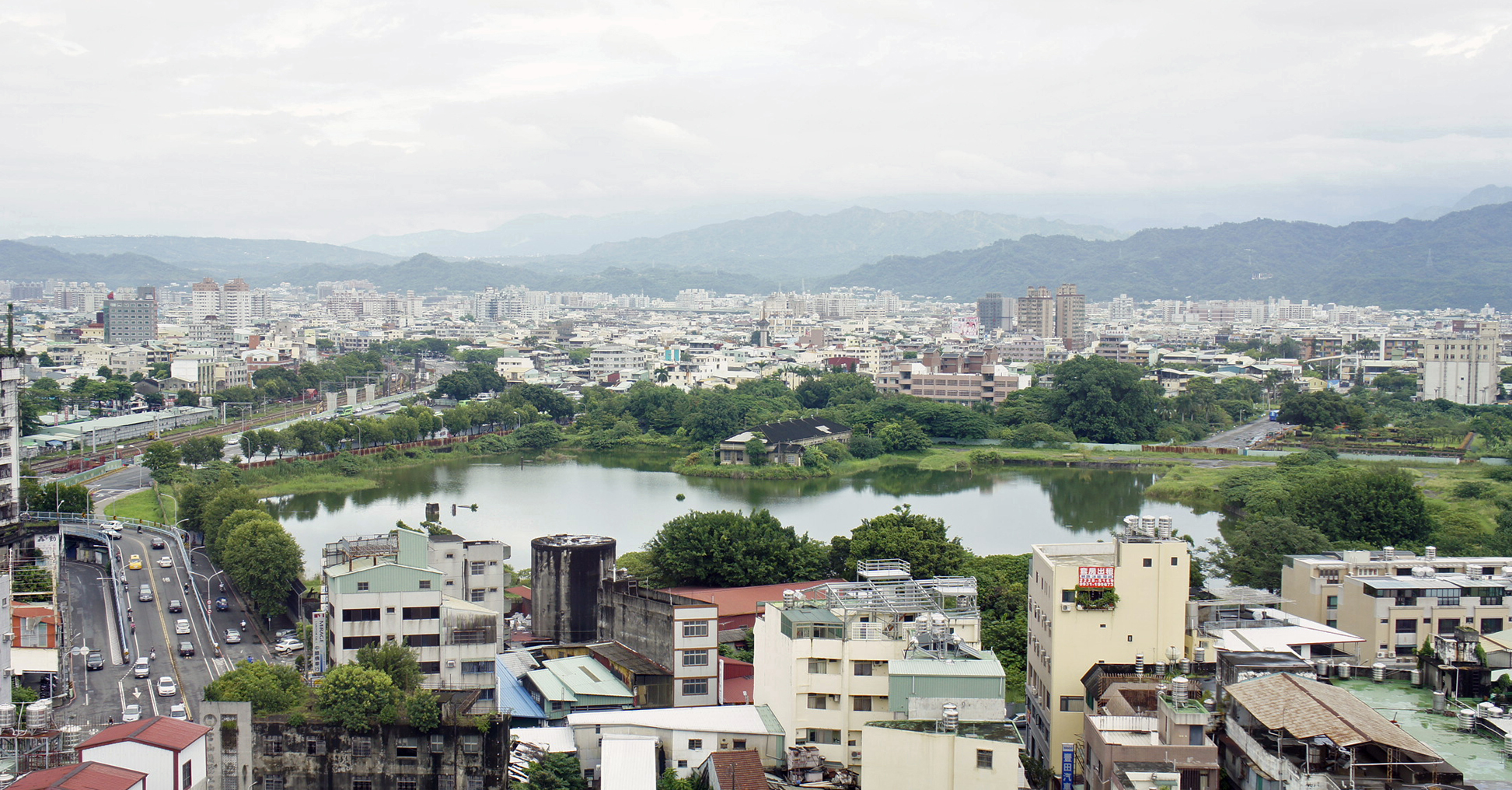

|  |

|  |

## 解
1. ↑  風隙（Wind Gap）是地形學名詞，指通谷曾經是條河道，河川改道後，在通谷源處稱之。不同於「水隙」（Water Gap）[3]。
2. ↑  原文寫道：「名間形成峽部」，林朝棨彙整富田芳郎研究資料成冊，記載於《臺灣地形》稱之「名間地峽」[2][4]。
3. ↑  見1